# 朱宣恒
朱宣恒，浙江钱塘县（今浙江杭州）人，清朝官员。岁贡生出身。
朱宣恒曾于1702年接替许鈺任青浦县知县一职，1706年由许昭来接任。